# KAN&PAI-THE WORLD-
「KAN&PAI -THE WORLD-」（かんあんどぱいざわーるど）は、フラチナリズムの1枚目のシングル。2015年12月9日に日本クラウンより発売。

## 概要
ミニアルバム「裸一貫」で日本クラウンからメジャーデビューしたフラチナリズムだが、8月30日までに5000枚売れなければ即メジャー契約解除という条件を付きであった。この条件をクリアする事に成功したフラチナリズムは、日本クラウンよりメジャー契約続行と年内にシングル発売することを発表された。そのシングルが「KAN&PAI-THE WORLD-」である。
インディーズ時代に発売されていた「KAN&PAI」がEDMにリメイクされた。一部の歌詞とメロディーも変更された。

## 収録曲
1. KAN&PAI -THE WORLD-
2. 遥か
3. KAN&PAI-THE WORLD-(instrumental)
4. 遥か(instrumental)

- (A type) +特典DVD
KAN&PAI-THE WORLD- (MUSIC VIDEO)
MVメイキング映像
- (B type) タケちゃんサンバ
- (C type) Antirrhinum
- 全曲作詞・作曲：フラチナリズム

## テレビ出演
- 12/15  BSスカパー！ [4]「fullchorus 音楽は、フルコーラス」
フラチナリズムが音楽トーク番組にゲスト出演。「KAN&PAI-the world-」TV初披露。
- 12/19  TBSテレビ [5]「CDTV」
「KAN&PAI-the world-」初登場26位。